# Tour de France 2014/3. Etappe
Die 3. Etappe der Tour de France 2014 fand am 7. Juli 2014 statt und führte von Cambridge über 155 km nach London. Im Verlauf der Etappe gab es einen Zwischensprint nach 108 km. Damit zählte die Etappe als Flachetappe, es gingen 196 Fahrer an den Start.

## Rennverlauf

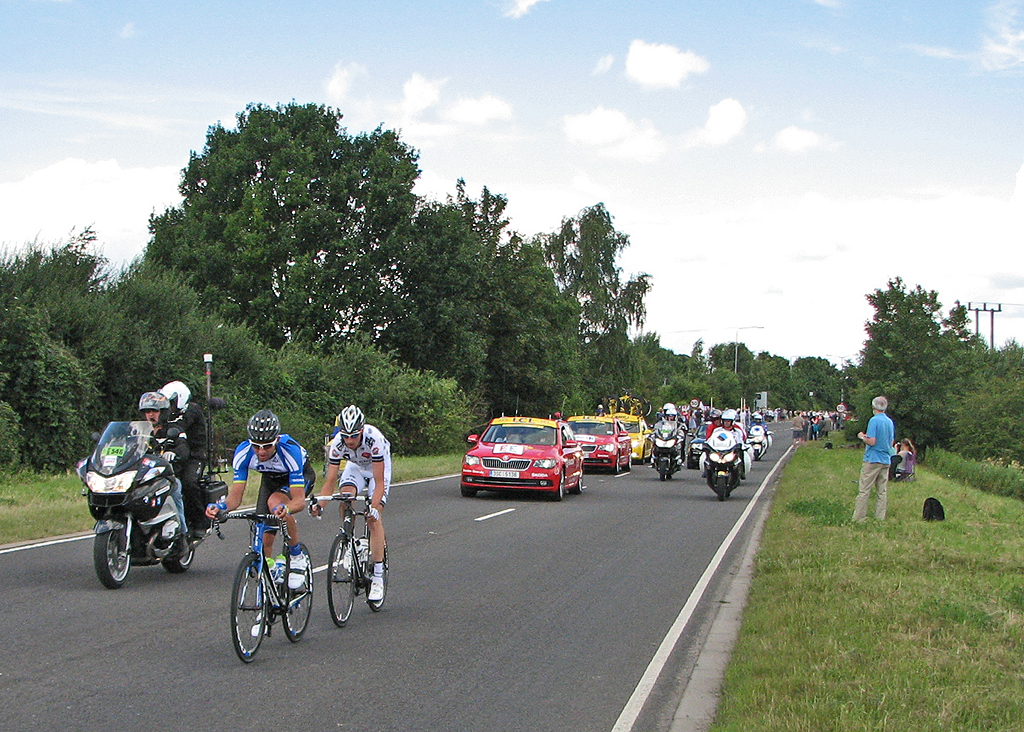
Bárta und Bideau während ihres Ausreißversuchs

Die Etappe blieb angesichts des eher unspektakulären Profils weitgehend ohne größere Höhepunkte. Wie am Vortag setzten sich bereits kurz nach dem Start Fahrer vom Hauptfeld ab: Der Franzose Jean-Marc Bideau (BSE) und der Tscheche Jan Bárta (TNE) hatten nach 14 Kilometern bereits einen Vorsprung von rund vier Minuten herausgefahren. Vor dem Zwischensprint nach etwa zwei Dritteln der Etappe hatten beide noch rund zwei Minuten Vorsprung auf das Peloton. Den Sprint gewann Bideau vor Bárta. Im Hauptfeld war Bryan Coquard (EUC) Erster, es folgten der Träger des Grünen Trikots Peter Sagan (CAN) und Elia Viviani (CAN) aus Italien.
Etwa 30 Kilometer vor dem Ziel erhöhten die Teams im Hauptfeld das Tempo deutlich, um die Ausreißer noch rechtzeitig stellen zu können. 15 Kilometer vor dem Ziel hatten Bideau und Bárta noch etwa eine Minute Vorsprung, fünf Kilometer später hatte sich der Rückstand des Feldes halbiert. Acht Kilometer vor dem Ziel versuchte Bárta, allein weiterzufahren. Zunächst wurde Bideau eingeholt, sechs Kilometer vor dem Etappenziel auch Bárta. Im Feld bereitete man sich nun auf den Massensprint vor dem Buckingham Palace vor. Diesen gewann Marcel Kittel (GIA) vor Peter Sagan und dem Australier Mark Renshaw (OPQ).

## Punktewertungen
| Zwischensprint in Epping Forrest nach 108,0 km auf 108 m ASL |            |                         |         |
| 1.                                                           | Frankreich | Jean-Marc Bideau (BSE)  | 20 Pkt. |
| 2.                                                           | Tschechien | Jan Bárta (TNE)         | 17 Pkt. |
| 3.                                                           | Frankreich | Bryan Coquard (EUC)     | 15 Pkt. |
| 4.                                                           | Slowakei   | Peter Sagan (CAN)       | 13 Pkt. |
| 5.                                                           | Italien    | Elia Viviani (CAN)      | 11 Pkt. |
| 6.                                                           | Frankreich | Arnaud Démare (FDJ)     | 10 Pkt. |
| 7.                                                           | Belgien    | Greg Van Avermaet (BMC) | 9 Pkt.  |
| 8.                                                           | Frankreich | Alexandre Pichot (EUC)  | 8 Pkt.  |
| 9.                                                           | Italien    | Fabio Sabatini (CAN)    | 7 Pkt.  |
| 10.                                                          | Frankreich | Kévin Réza (EUC)        | 6 Pkt.  |
| 11.                                                          | Polen      | Maciej Bodnar (CAN)     | 5 Pkt.  |
| 12.                                                          | Italien    | Giovanni Visconti (MOV) | 4 Pkt.  |
| 13.                                                          | Italien    | Daniele Bennati (TCS)   | 3 Pkt.  |
| 14.                                                          | Portugal   | Sérgio Paulinho (TCS)   | 2 Pkt.  |
| 15.                                                          | Frankreich | Jérémy Roy (FDJ)        | 1 Pkt.  |

| Etappenziel in London nach 155 km auf 10 m ASL |             |                              |         |
| 1.                                             | Deutschland | Marcel Kittel (GIA)          | 45 Pkt. |
| 2.                                             | Slowakei    | Peter Sagan (CAN)            | 35 Pkt. |
| 3.                                             | Australien  | Mark Renshaw (OPQ)           | 30 Pkt. |
| 4.                                             | Frankreich  | Bryan Coquard (EUC)          | 26 Pkt. |
| 5.                                             | Norwegen    | Alexander Kristoff (KAT)     | 22 Pkt. |
| 6.                                             | Niederlande | Danny van Poppel (TFR)       | 20 Pkt. |
| 7.                                             | Australien  | Heinrich Haussler (IAM)      | 18 Pkt. |
| 8.                                             | Spanien     | José Joaquín Rojas Gil (MOV) | 16 Pkt. |
| 9.                                             | Frankreich  | Romain Feillu (BSE)          | 14 Pkt. |
| 10.                                            | Italien     | Daniel Oss (BMC)             | 12 Pkt. |
| 11.                                            | Australien  | Zakkari Dempster (TNE)       | 10 Pkt. |
| 12.                                            | Litauen     | Ramūnas Navardauskas (GRS)   | 8 Pkt.  |
| 13.                                            | Frankreich  | Samuel Dumoulin (ALM)        | 6 Pkt.  |
| 14.                                            | Frankreich  | Arnaud Démare (FDJ)          | 4 Pkt.  |
| 15.                                            | Schweiz     | Michael Albasini (OGE)       | 2 Pkt.  |